# John Penn (Gründervater)

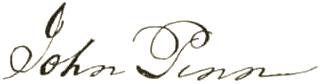
John Penns Unterschrift

John Penn (* 17. Mai 1741 bei Port Royal im Caroline County, Colony of Virginia, Kolonie des Königreichs Großbritannien, heute USA; † 14. September 1788 am Island Creek, Granville County, North Carolina, USA) war ein britisch-US-amerikanischer Jurist und Politiker. Er unterzeichnete als Vertreter North Carolinas die Unabhängigkeitserklärung der USA und ist damit einer der Gründerväter der Vereinigten Staaten.
Der Sohn von Moses Penn und Catherine Taylor wurde daheim unterrichtet und ging nur wenige Jahre in eine Schule. Mit 18 Jahren, nach dem Tode seines Vaters studierte er privat Recht bei seinem Verwandten Edmund Pendleton. Er wurde 1762 Rechtsanwalt in Virginia und zog 1774 in die Nähe von Williamsboro im Granville County in North Carolina, wo er dann praktizierte.
Am 28. Juli 1763 heiratete er Susannah Lyne. Das Paar hatte drei Kinder: William, der nie heiratete und Lucy, die John Taylor of Caroline heiratete, einen weiteren vaterlosen Verwandten, den Edmund Pendleton unterrichtet hatte.
Penn wurde in den Provinzialkongress und von 1775 bis 1780 in den Kontinentalkongress gewählt. Er arbeitete auch im Kriegsrat, bis er sich 1780 zurückzog, um wieder Recht zu praktizieren. 1777 war er einer der Unterzeichner der Konföderationsartikel aus North Carolina, 1784 ein Steuereintreiber für North Carolina. Nach seinem Tode 1788 wurde er nahe seinem Landsitz am Island Creek im Granville County beigesetzt, aber 1894 in den Guilford Courthouse National Military Park umgebettet, wo er jetzt neben seinem Delegiertenkollegen William Hooper liegt.
| Personendaten    | Personendaten                                                                               |
| ---------------- | ------------------------------------------------------------------------------------------- |
| NAME             | Penn, John                                                                                  |
| KURZBESCHREIBUNG | britisch-US-amerikanischer Jurist und Politiker, einer der Gründerväter der USA             |
| GEBURTSDATUM     | 17. Mai 1741                                                                                |
| GEBURTSORT       | bei Port Royal, Caroline County, Virginia, Kolonie des Königreichs Großbritannien heute USA |
| STERBEDATUM      | 14. September 1788                                                                          |
| STERBEORT        | nahe dem Island Creek, Granville County, North Carolina, USA                                |